# Дреновець (Заврч)
Дреновець (словен. Drenovec) — поселення в общині Заврч, Подравський регіон‎, Словенія.